# Palazzo Borghese

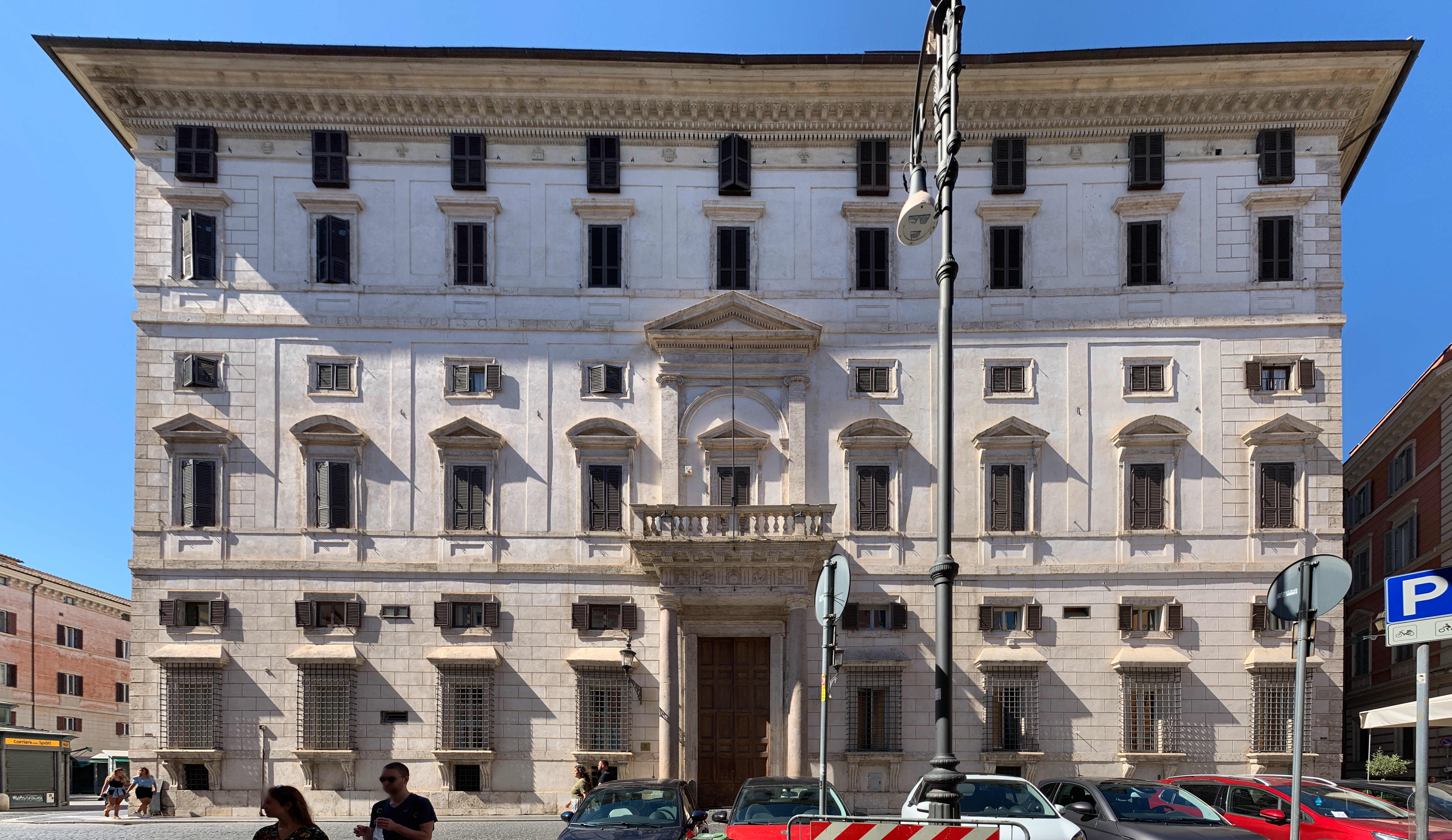
Vorderfront

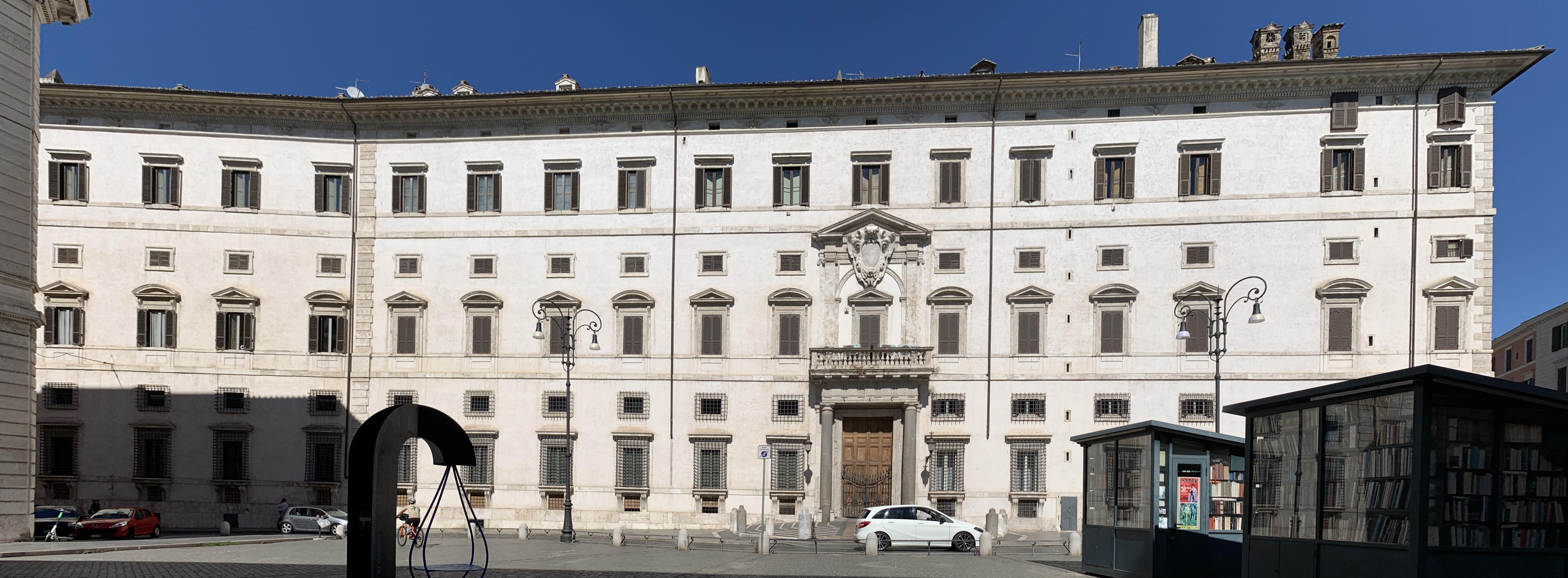
Seitenfront

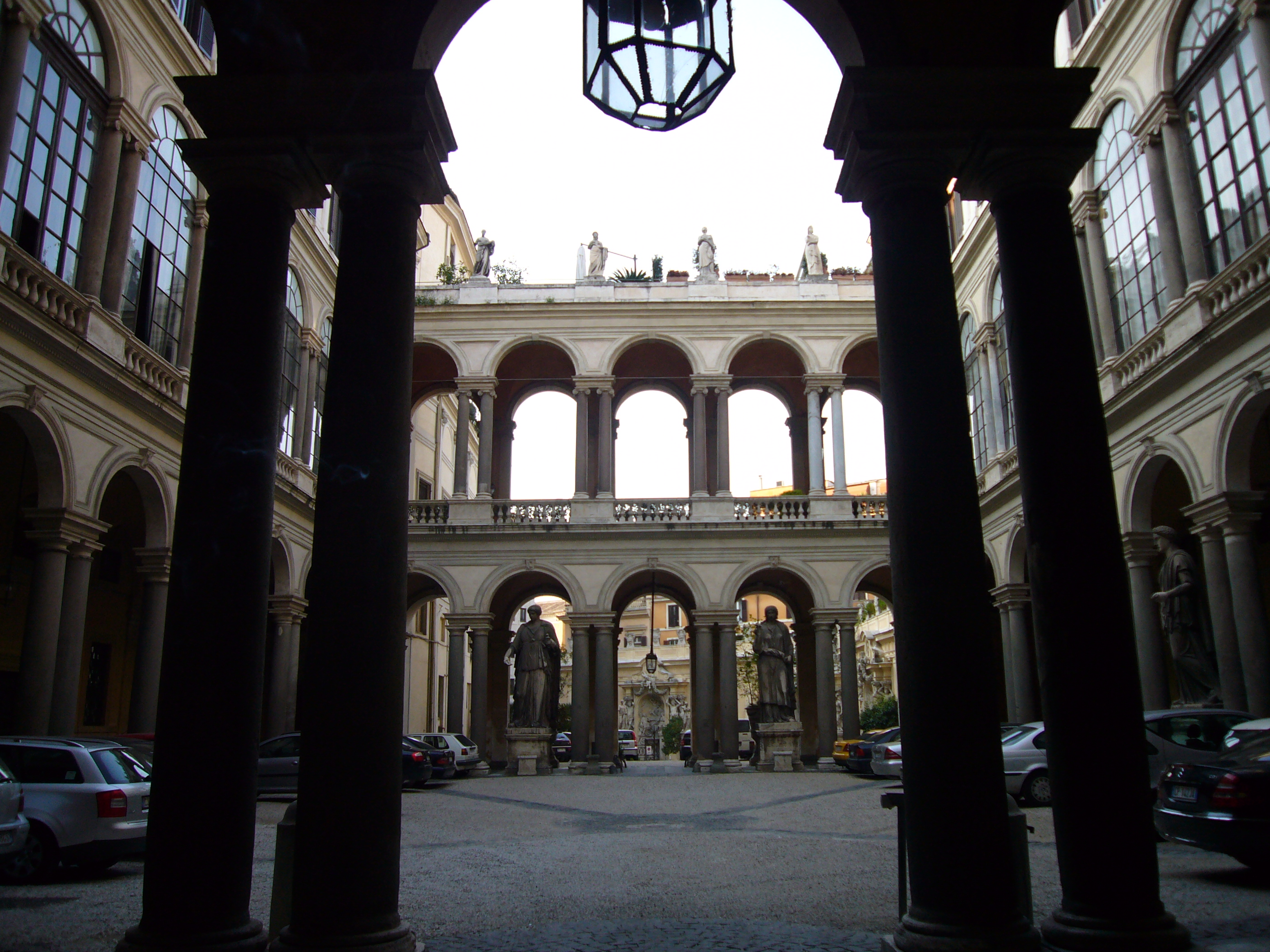
Hof

Der Palazzo Borghese, nach seinem, einem Tasteninstrument ähnlichen äußeren Erscheinungsbild auch „il Cembalo Borghese“ genannt, ist die städtische Wohnung des römischen Fürstenhauses Borghese. Er ist eines der prachtvollsten Bauwerke Roms.
Kardinal Camillo Borghese erwarb den 1560 im Kern errichteten und später von Martino Longhi umgebauten Palast im Jahr 1604, kurz vor seinem Amtsantritt als Papst Paul V. Nachdem er 1605 zum Papst gewählt worden war, überließ er das Bauwerk seinen Brüdern Francesco und Giovanni Battista. Die neuen Besitzer übertrugen Flaminio Ponzio die Aufgabe, es zu einer der Papstfamilie angemessenen Residenz zu erweitern. Bis 1613 schuf dieser den Flügel an der Piazza Borghese und auch den an drei Seiten von zweistöckigen Arkaden umschlossenen Innenhof. Der Flügel an der Via di Ripetta, „die Klaviatur des Cembalos“, entstand ebenfalls in dieser Zeit. Nachdem Ponzio gestorben war, übernahm Carlo Maderno bis 1614 die Fertigstellung des Palazzo. In der zweiten Hälfte des 17. Jahrhunderts wurden dann von Carlo Rainaldi noch Arbeiten durchgeführt, die das Interieur des Flügels an der Via di Ripetta und die Gartenanlage betrafen.
Der Palast reicht mit dem westlichen Seitenflügel bis zum linken Tiberufer und befindet sich ca. 500 m nordöstlich der Piazza Navona und ca. 500 m westlich der Spanischen Treppe. Der äußere Eindruck ist monumental und repräsentativ: drei Stockwerke und zwei Mezzanine sowie zwei majestätische, von Säulen flankierte Eingänge mit darüberliegenden Balkonen. Der Hauptzugang führt in den erwähnten Arkadeninnenhof, in dem mehrere berühmte antike Skulpturen aus der Borghese-Sammlung stehen. Vom Innenhof gelangt man durch eine offene Doppelloggia an der Rückseite in einen idyllischen Gartenhof, der drei reich dekorierte Springbrunnen beherbergt.
Der erste größere Teil der Innendekoration des Palastes wurde ab 1614 von Paolo Piazza sowie Giovanni Francesco Guerrieri ausgeführt und 1618 zur Hochzeit von Marcantonio Borghese, dem Neffen des Papstes, und Camilla Orsini fertiggestellt. An den weiteren Dekorationen der Innenräume im 17. und 18. Jahrhundert war eine Vielzahl von Künstlern beteiligt. In den Palästen der römischen Papstfamilien gehörte stets auch ein Thronsaal für den Pontifex Maximus zur repräsentativen Ausstattung, wobei unter dem Baldachin das Familienwappen als Papstwappen samt Tiara und Schlüssel Petri prangt.
Der Palazzo war eines der Zentren des aristokratischen Roms. Er beherbergte 200 Jahre lang die berühmte, auf Kardinal Scipione Borghese zurückgehende Gemäldesammlung Galleria Borghese, die von der Familie Borghese sukzessive vergrößert wurde. Sie füllte zwölf große Säle des Erdgeschosses, unter den Bildern waren die Grablegung von Raffael, die Jagd der Diana und die cumäische Sibylle von Domenichino, Arpinos Raub der Europa, Madonnen von Francesco Francia, Lorenzo di Credi, Andrea del Sarto, Lorenzo Lotto, Giulio Romano, Correggios Danae, Tizians Erziehung des Amor durch Venus und die Grazien sowie dessen himmlische und irdische Liebe, van Dycks Christus am Kreuz sowie Grablegung. Fürst Camillo Borghese (1775–1832) musste allerdings bedeutende Teile der Sammlung an seinen Schwager Napoléon Bonaparte verkaufen, von denen einige heute zu den Glanzstücken des Louvre gehören. Im Jahr 1891 wurde die Gemäldesammlung in die Villa Borghese verlagert, die bereits die Antikensammlung der Familie enthielt. Die Villa samt ihrem großen Park sowie den Sammlungen wurde 1901 an den italienischen Staat verkauft, der sie als Museum zugänglich machte.
Der Palazzo befindet sich bis heute im Besitz der Familie Borghese und wird von verschiedenen Angehörigen bewohnt, darunter vom Familienoberhaupt Fürst Scipione Borghese, Principe di Sulmona e Rossano (* 1970) und seiner Gemahlin Donna Barbara Massimo dei Principi di Arsoli. Ein Teil des Piano nobile ist seit 1922 an den prestigeträchtigen Club Circolo della Caccia vermietet, in dem Familien des römischen Hochadels vertreten sind, sowie als Ehrenmitglieder u. a. verschiedene ausländische Monarchen. Die barocke Suite Principessa Livia wird als Luxus-Unterkunft für Touristen angeboten, der rückwärtige Tiberflügel ist seit 1947 an den spanischen Staat vermietet, der hier seine Botschaft hat. 

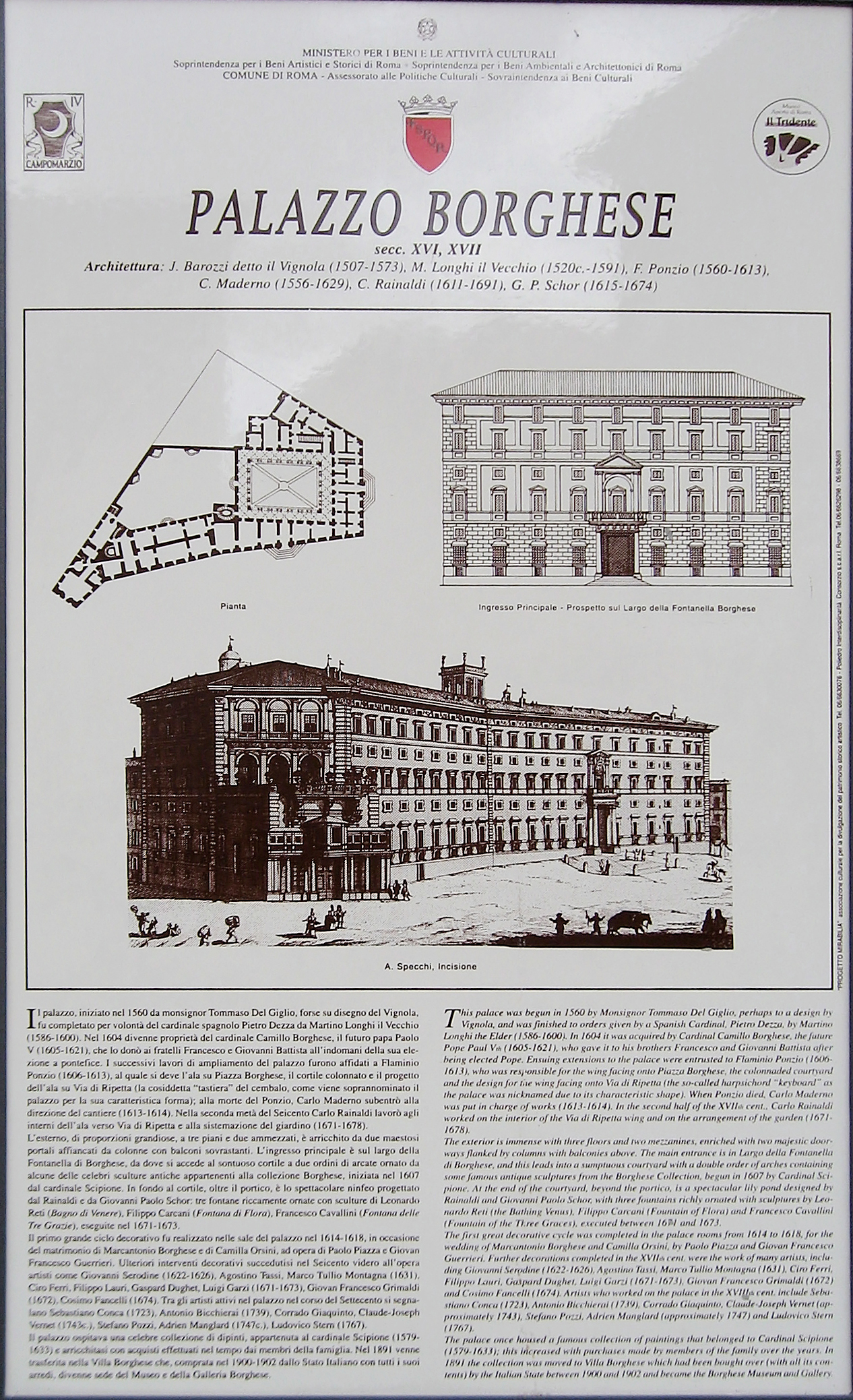
Informationstafel vor Ort
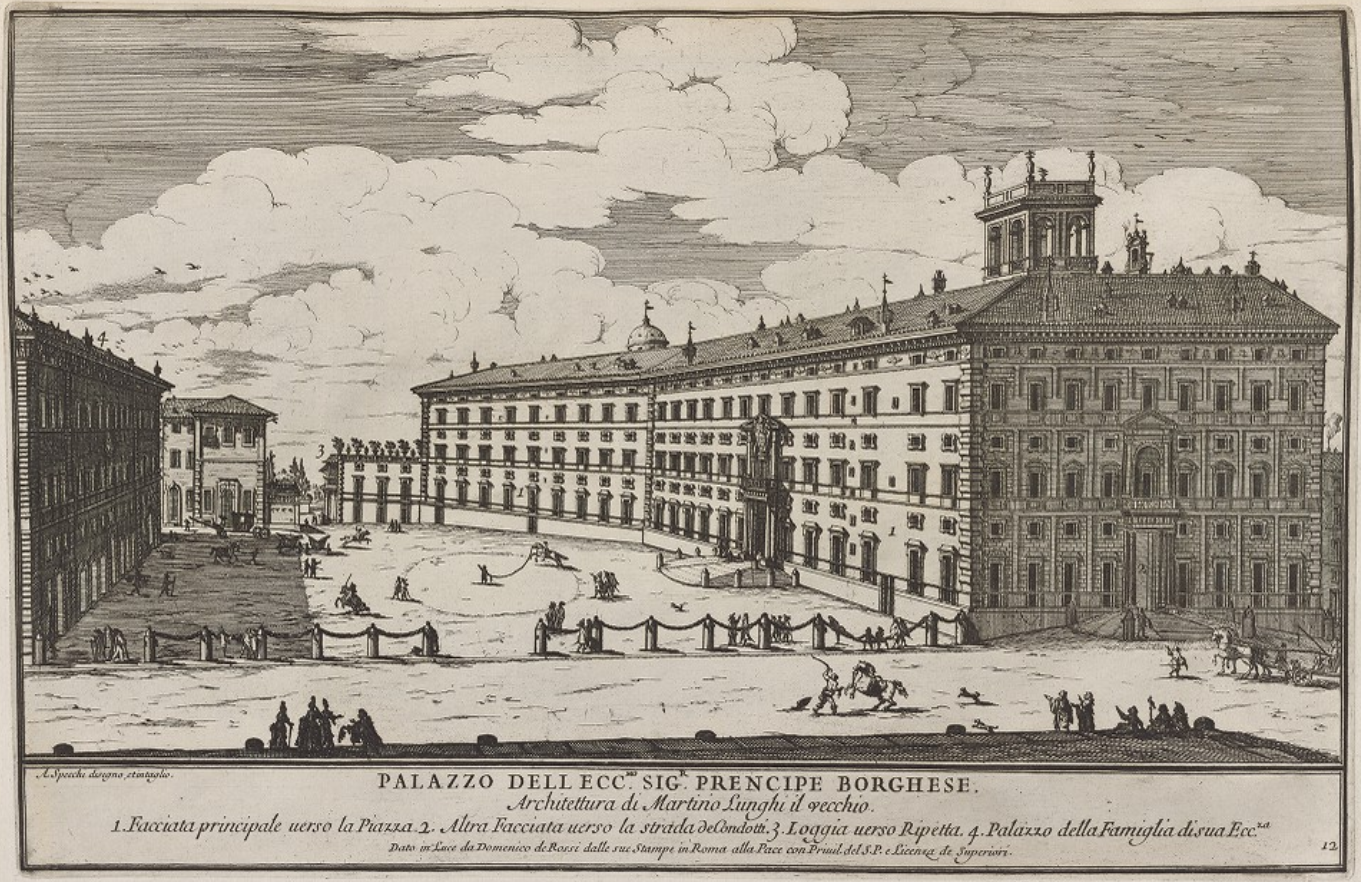
Stich (1699)
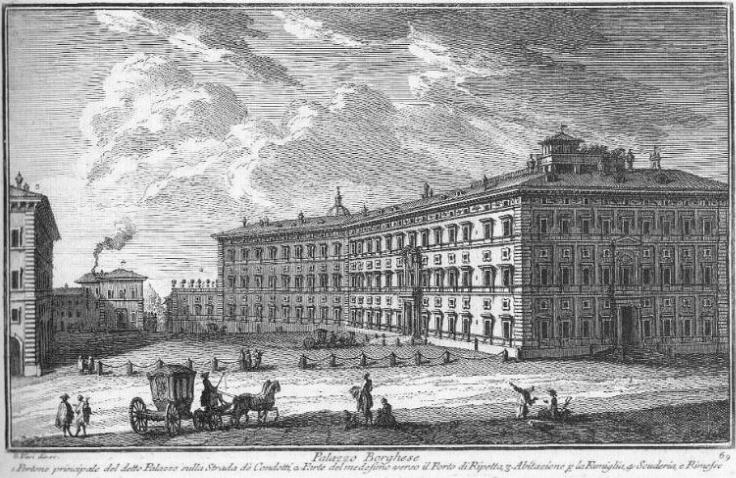
Stich (1754)
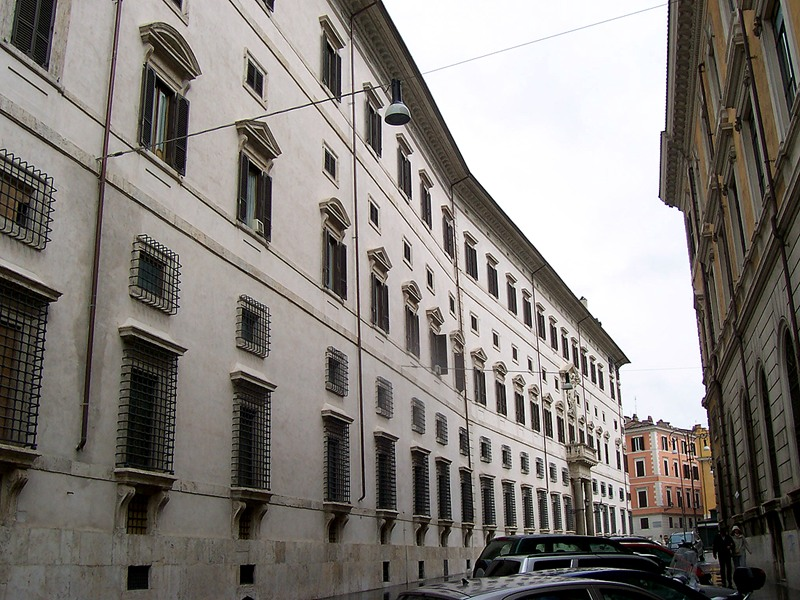
Seitenfront
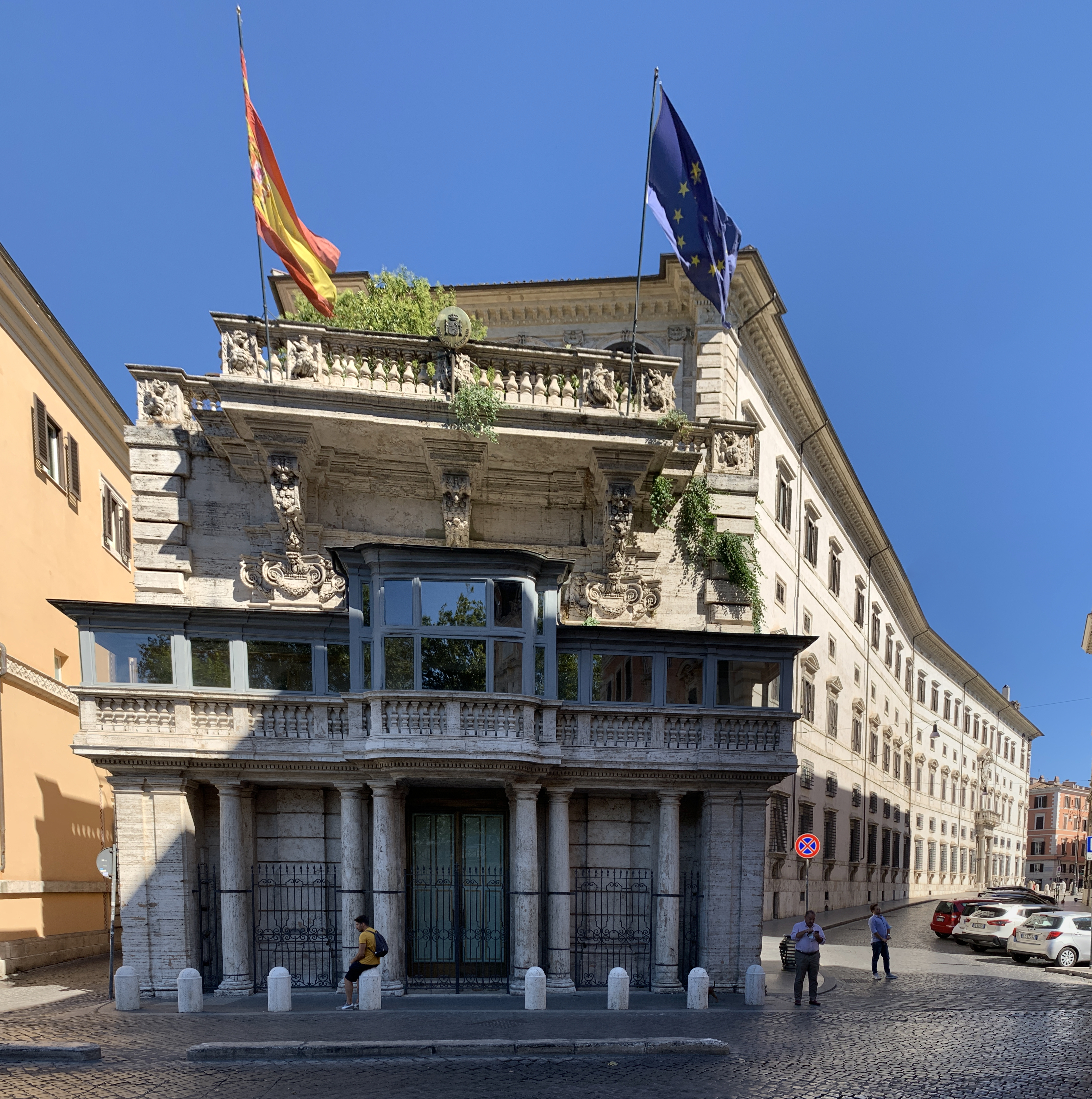
Tiberfassade („Klaviatur des Cembalo“), spanische Botschaft
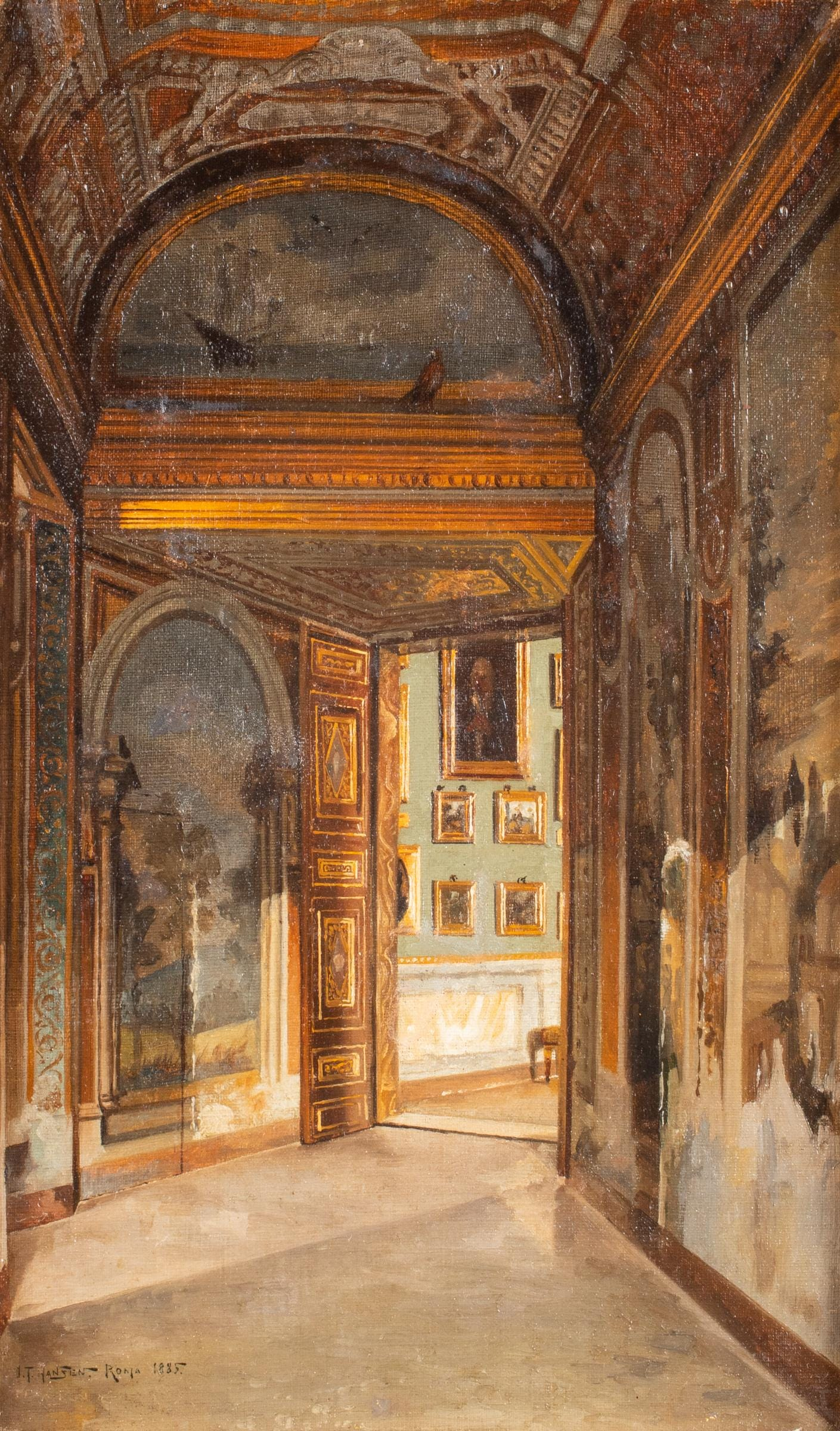
Innenräume (1885)